# Amblyomma oblongoguttatum
Amblyomma oblongoguttatum (лат.) — вид клещей рода Amblyomma из семейства Ixodidae.
Южная Америка: Мексика (Синалоа, Оахака, Табаско, Чьяпас), Белиз, Гватемала, Никарагуа, Коста-Рика, Панама, Колумбия, Венесуэла, Гайана, Французская Гвиана, Суринам, Боливия, Перу и Бразилия. Обитатель тропических лесов.
Взрослые стадии развития паразитируют на различных видах диких млекопитающих, от тапира и оленей до агути и пака. В Панаме клещей обычно встречают на домашнем скоте и собаках. В отличие от Amblyomma cajennense, эти клещи, видимо, предпочитают девственные биотопы в пределах своего ареала. Это обычный, а в некоторых странах (Белиз и Панама) обильный вид. Взрослые и нимфы могут прикрепляться к человеку.
Вид был впервые описан в 1844 году немецким энтомологом и арахнологом Карлом Людвигом Кохом (Carl Ludwig Koch, 1788—1857).
Переносчики риккетсий Rickettsia bellii.